# 苗河乡
苗河乡是中国陕西省安康市紫阳县下辖的一个乡。

## 行政区划
苗河乡下辖以下行政区：
常家湾村、香茶村、取宝山村、苗家河村